# Ramon Trullenque Peris
Ramon Trullenque Peris (Carlet, la Ribera Alta, 19 de juny de 1938) és un metge cirurgià i historiador valencià.
Havent cursat els estudis primaris i secundaris en el Parc Escolar de Carlet, estudià medicina a la Universitat de València, i el 1962 feu la residència de cirurgia en l'Hospital General Sanjurjo (avui Hospital Doctor Peset). El 1966 accedí per oposició a la plaça de cirurgià de l'Hospital General Universitari de València, del Servei de Cirurgia del qual va ser el cap a partir del 1990. Fou també cap de cirurgia de la Seguretat Social des del 1974, i des del 1987 professor titular de cirurgia de la Universitat de València. Ha estat president de la Societat Valenciana de Cirurgia, i vicepresident de la Societat Espanyola de Cirurgians. El 2003 va presidir a València la XIV Reunió Nacional de Cirurgia, i el mateix any va ser nomenat Senior Fellow de l'American College of Surgeons. Autor de centenars d'articles en revistes mèdiques i comunicacions en congressos sobre la seua especialitat, és membre de diverses societats científiques internacionals del món de la cirurgia, ha dirigit una trentena de tesis doctorals, i una de les seues publicacions és el primer tractat de cirurgia abdominal escrit en català.
Una vegada jubilat, es va llicenciar en història per la Universitat de València, estimulat per l'interés a revisar i actualitzar unes notes sobre la història de Carlet del seu avi, Ramon Trullenque Esteve (1866-1925), i el resultat fou una obra que, com diu l'historiador Marc Baldó en el pròleg, «enllaça dues mirades sobre la història de Carlet: la de l'apotecari naturalista i la del metge historiador», separades per un segle.

## Obres
Medicina
- «Empleo de material protésico en la herniorrafía preperitoneal», en: Enrique Martínez Rodríguez, José Paz Jiménez (coords.), Biomateriales en cirugía: Contribuciones al VIII Curso de Avances en Cirugía, Servicio de Publicaciones de la Universidad de Oviedo, 1998, p. 175-186 ISBN 8483170493
- Cirurgia abdominal. València: Publicacions de la Universitat de València, 2002 ISBN 9788437053639
- Medicina i gènere: La incorporació de les dones a la medicina. València: Institució Alfons el Magnànim, 2013 ISBN 9788478226382
- L'estat actual de la medicina: Perspectives de futur. València: Institució Alfons el Magnànim, 2017 ISBN 9788478227143

Història
- Història de Carlet: Dues mirades diacròniques (Ramon Trullenque Esteve - Ramon Trullenque Peris), València: Publicacions de la Universitat de València, 2010 ISBN 9788437078434
- Gent del meu poble. Carlet: Fundació Caixa Carlet, 2015